# Kailansaari
Kailansaari är en ö i Finland. Den ligger i sjön Koljonselkä och i kommunen Orivesi i den ekonomiska regionen Tammerfors och landskapet Birkaland, i den södra delen av landet, 170 km norr om huvudstaden Helsingfors. Öns area är 7,9 hektar och dess största längd är 0,5 kilometer i sydöst-nordvästlig riktning.